# Gerrit Mintjes
Gerrit Mintjes (Doesburg, 3 maart 1949 – Doesburg, 6 juni 2007) was een Nederlands voetballer.
Mintjes maakte in de zomer van 1970 de overstap van SC Doesburg naar De Graafschap. Hij bleef er tien jaar spelen. Mintjes speelde veelal als rechtsback. In het seizoen 1972/1973 maakte hij deel uit van het elftal dat promoveerde naar de Eredivisie.
Toen er aan zijn actieve loopbaan als voetballer een eind kwam, werd hij benoemd tot hoofd tuchtzaken bij de KNVB.
Mintjes overleed op 58-jarige leeftijd tijdens een partijtje tennis. Hij werd gecremeerd in Dieren.